# Nhà tự cấp năng lượng
Nhà tự cấp năng lượng hay nhà năng lượng bằng không là tòa nhà tiêu thụ năng lượng thực bằng không, nghĩa là tổng lượng năng lượng được sử dụng bởi tòa nhà này tính trong một năm xấp xỉ bằng lượng năng lượng tái tạo được tạo ra ở tòa nhà này. Do đó toà nhà như thế này không làm tăng lượng khí nhà kính trong khí quyển. Tòa nhà có tiêu thụ năng lượng không tái tạo và sản xuất các loại khí nhà kính, nhưng tại thời điểm khác giảm tiêu thụ năng lượng và sản lượng khí nhà kính ở nơi khác với giá trị tương đương.
Hầu hết các tòa nhà không năng lượng ròng nhận được một nửa hoặc nhiều hơn năng lượng từ điện lưới, và trả lại cùng một giá trị tại các thời điểm khác. Các tòa nhà sản xuất dư thừa năng lượng trong năm nay có thể được gọi là "tòa nhà năng lượng dương" và các tòa nhà tiêu thụ năng lượng nhiều hơn một chút so với năng lượng sản xuất được gọi là "tòa nhà gần như không tiêu thụ năng lượng" hay "ngôi nhà năng lượng cực thấp".
Các tòa nhà truyền thống tiêu thụ 40% tổng số năng lượng nhiên liệu hóa thạch trong Liên minh châu Âu và Hoa Kỳ và là đối tượng đóng góp đáng kể của các khí nhà kính. Nguyên tắc tiêu thụ năng lượng thực bằng không được xem như là một phương tiện để giảm lượng khí thải các bon và giảm sự phụ thuộc vào nhiên liệu hóa thạch và mặc dù không có năng lượng tòa nhà vẫn còn chưa phổ biến, ngay cả ở các nước phát triển, chúng lại đang ngày càng đạt được tầm quan trọng và phổ biến.
Hầu hết các tòa tiêu thụ năng lượng bằng không sử dụng lưới điện để lưu trữ năng lượng, nhưng một số độc lập với lưới điện. Năng lượng thường được thu tại chỗ thông qua một sự kết hợp của công nghệ sản xuất năng lượng như năng lượng mặt trời và năng lượng gió, trong khi làm giảm việc sử dụng tổng thể của năng lượng với HVAC, chiếu sáng công nghệ có hiệu quả cao. Mục tiêu năng lượng bằng không đang trở thành thực tế hơn như các chi phí thay thế các công nghệ năng lượng giảm và chi phí nhiên liệu hóa thạch truyền thống tăng.